# 존 아처
존 아처(John Archer, 1915년 5월 9일 ~ 1999년 12월 3일)는 미국의 배우, 텔레비전 배우, 연극 배우이다.

## 영화
- 창공의 여왕 (1976년)
- 아이언 사이드 (1967년)
- 배트맨 - 66년 TV 시리즈 (1966년)
- 블루 하와이 (1961년)
- 보난자 (1959년)
- 선셋 77번가 (1958년)
- 페리 메이슨 (1957년)
- 선다운의 결전 (1957년)
- 1만개의 침실들 (1957년)
- 락 어라운드 더 클락 (1956년)
- 샤이안 (1955년)
- 달려라 래시 (1954년)
- 빅 트리 (1952년)
- 마이 페이버릿 스파이 (1951년)
- 데스티네이션 문 (1950년)
- 콜로라도 테리토리 (1949년)
- 화이트 히트 (1949년)
- 셴티타운 (1943년)
- 헬로우 프리스코, 헬로우 (1943년)
- 크래쉬 다이브 (1943년)
- 과달카날 다이어리 (1943년)
- 페이퍼 블렛 (1941년)
- 딕 트레이시 리턴즈 (1938년)